# Laminacauda nana
Laminacauda nana là một loài nhện trong họ Linyphiidae. Loài này được phát hiện ở Chile.